# Lommersdorf
Lommersdorf är en ort i kommunen Blankenheim i Kreis Euskirchen i Nordrhein-Westfalen, Tyskland. När motorvägen A1 byggs ut kommer den passera Lommersdorf. Det bor i orten runt 600 invånare.
1. ↑  hämtat från: tyskspråkiga Wikipedia.[källa från Wikidata]